# Street Hawk
Street Hawk was een Amerikaanse actietelevisieserie, die van 4 januari tot 16 mei 1985 werd uitgezonden op het ABC-netwerk. Het lijkt qua opzet veel op de NBC-serie Knight Rider.

## Plot
Het uitgangspunt van de show wordt vóór elke aflevering verteld tijdens de openingstitels, ingesproken door Ernie Anderson:
This is Jesse Mach, an ex-motorcycle cop, injured in the line of duty. Now a police troubleshooter, he's been recruited for a top secret government mission to ride Street Hawk -- an all-terrain attack motorcycle designed to fight urban crime, capable of incredible speeds up to three hundred miles an hour, and immense firepower. Only one man, federal agent Norman Tuttle, knows Jesse Mach's true identity. 
The man... the machine... STREET HAWK
De pilotaflevering toont het achtergrondverhaal: Jesse Mach (Rex Smith) werkte eerder als PR-man voor de poliite en amateur-motorcrossracer; zijn werving door Norman Tuttle voor het Street Hawk-project; en de mogelijkheden van de motorfiets en zijn computerbackend, van het voorzien van real-time missie-informatie van de motorrijder, tot het assisteren van de motorfiets tijdens zijn "hyperthrust" runs.

## Rolverdeling
| Acteur          | Personage     |
| --------------- | ------------- |
| Rex Smith       | Jessie Mach   |
| Joe Regalbuto   | Norman Tuttle |
| Richald Venture | Leo Altobelli |
| Jeannie Wilson  | Rachel Adams  |

## Afleveringen
1. Street Hawk (Pilot)
2. A Second Self
3. The Adjuster
4. Vegas Run
5. Dog eat Dog
6. Fire on the Wing
7. Chinatown Memories
8. The Unsinkable 453
9. Hot Target
10. Murder is a Novel idea
11. The Arabian
12. Female of the Spacies (a.k.a. The Assassin)
13. Follow the Yelow Gold Road